# Schmalspurbahn Třemešná ve Slezsku–Osoblaha
| Kursbuchstrecke (SŽ): | 298                     |                                              |                                              |
| Streckenlänge: | 20,218 km               |                                              |                                              |
| Spurweite: | 760 mm (Bosnische Spur) |                                              |                                              |
| Maximale Neigung: | 26 ‰                    |                                              |                                              |
| Minimaler Radius: | 75 m                    |                                              |                                              |
| Streckengeschwindigkeit: | 40 km/h                 |                                              |                                              |
| |                         |                                              |                                              |
| \| \| 0,000 \| Třemešná ve Slezsku früher Röwersdorf \| 395 m \| \| \| \| (Anschluss von Bahnstrecke Krnov–Głuchołazy) \| \| \| \| \| Mušlov \| \| \| \| \| Scheitelpunkt \| \| \| \| 4,457 \| Liptaň früher Liebenthal (Öst. Schles) \| 440 m \| \| \| 7,626 \| Dívčí Hrad früher Maidelberg \| 295 m \| \| \| 8,731 \| Horní Povelice früher Paulowitz \| 295 m \| \| \| 10,20 \| Amalín früher Amalienfeld \| 295 m \| \| \| 11,830 \| Slezské Rudoltice früher Rosswald \| 285 m \| \| \| 14,458 \| Koberno früher Kawarn \| 245 m \| \| \| 15,149 \| Ostrá Hora früher Eichmühle \| Ostrá Hora früher Eichmühle \| \| \| \| Lužná \| \| \| \| 16,771 \| Bohušov früher Füllstein \| 235 m \| \| \| \| Hrozová \| \| \| \| 20,218 \| Osoblaha früher Hotzenplotz \| 225 m \| \| \| \| \| \| \| Quellen: [1][2] \| \| \| \| |                         |                                              |                                              |
| Kopfbahnhof Streckenanfang | 0,000                   | Třemešná ve Slezsku früher Röwersdorf        | 395 m                                        |
| Strecke |                         | (Anschluss von Bahnstrecke Krnov–Głuchołazy) | (Anschluss von Bahnstrecke Krnov–Głuchołazy) |
| Brücke über Wasserlauf |                         | Mušlov                                       | Mušlov                                       |
| Kulminations-/Scheitelpunkt |                         | Scheitelpunkt                                | Scheitelpunkt                                |
| Bahnhof | 4,457                   | Liptaň früher Liebenthal (Öst. Schles)       | 440 m                                        |
| Haltepunkt / Haltestelle | 7,626                   | Dívčí Hrad früher Maidelberg                 | 295 m                                        |
| Haltepunkt / Haltestelle | 8,731                   | Horní Povelice früher Paulowitz              | 295 m                                        |
| Haltepunkt / Haltestelle | 10,20                   | Amalín früher Amalienfeld                    | 295 m                                        |
| Bahnhof | 11,830                  | Slezské Rudoltice früher Rosswald            | 285 m                                        |
| Haltepunkt / Haltestelle | 14,458                  | Koberno früher Kawarn                        | 245 m                                        |
| ehemaliger Haltepunkt / Haltestelle | 15,149                  | Ostrá Hora früher Eichmühle                  | Ostrá Hora früher Eichmühle                  |
| Brücke über Wasserlauf |                         | Lužná                                        | Lužná                                        |
| Bahnhof | 16,771                  | Bohušov früher Füllstein                     | 235 m                                        |
| Brücke über Wasserlauf |                         | Hrozová                                      | Hrozová                                      |
| Kopfbahnhof Streckenende | 20,218                  | Osoblaha früher Hotzenplotz                  | 225 m                                        |
| |                         |                                              |                                              |
| Quellen: |                         |                                              |                                              |

Die Schmalspurbahn Třemešná ve Slezsku–Osoblaha ist eine schmalspurige Eisenbahnverbindung in Tschechien, die ursprünglich vom österreichischen Staat als Lokalbahn Röwersdorf–Hotzenplotz erbaut und betrieben wurde. Sie zweigt in Třemešná ve Slezsku (Röwersdorf) von der Bahnstrecke Krnov–Głuchołazy ab und führt nach Osoblaha (Hotzenplotz). Sie ist die letzte Schmalspurbahn im Betrieb des staatlichen tschechischen Eisenbahnverkehrsunternehmens České dráhy (ČD).
Nach einem Erlass der tschechischen Regierung ist die Strecke seit dem 20. Dezember 1995 als regionale Bahn („regionální dráha“) klassifiziert.

## Geschichte
Die Strecke wurde am 14. Dezember 1898 als Lokalbahn durch die k.k. Staatsbahnen (kkStB) eröffnet.
Ab 1906 wurde wegen des Problems der Sicherstellung von ausreichenden Mengen an Rollböcken zum Transport normalspuriger Güterwagen der Umbau der Strecke auf Normalspur erwogen. Auch die Fortführung nach Deutsch-Rasselwitz in Preußen wurde diskutiert. Zur Durchsetzung dieses auf den Güterverkehr zielenden Vorhabens sprach eine regionale Delegation unter der Führung des Abgeordneten Anton Seidel bei Eisenbahnminister Julius Derschatta von Standhalt vor. Zu einer Realisierung kam es jedoch nicht.
Im Jahr 1912 wies der Fahrplan der Lokalbahn vier gemischte Zugpaare 2. und 3. Klasse über die Gesamtstrecke aus. Die Züge benötigten für die 25 Kilometer lange Strecke von Röwersdorf nach Hotzenplotz eine Stunde und 14 Minuten.
Nach dem Zerfall Österreich-Ungarns im Oktober 1918 ging die Betriebsführung an die neu gegründeten Tschechoslowakischen Staatsbahnen (ČSD) über.
Die Indienststellung moderner Motorzüge durch die ČSD ermöglichte Ende der 1920er Jahre sowohl eine Verdichtung des Fahrplanes, als auch eine signifikante Fahrzeitverkürzung. Im Winterfahrplan von 1937 sind fünf als Motorzug geführte Personenzugpaare verzeichnet, die für die Strecke in Richtung Hotzenplotz nur noch 52 Minuten benötigten.
Nach der Angliederung des Sudetenlandes an Deutschland im Oktober 1938 kam die Strecke zur Deutschen Reichsbahn, Reichsbahndirektion Oppeln. Im Reichskursbuch war die Verbindung nun als KBS 151c Röwersdorf–Hotzenplotz enthalten. Am Ende des Zweiten Weltkriegs kam es im Zuge der Kampfhandlungen um Hotzenplotz zur Zerstörung von Fahrzeugen und Anlagen. Der Verkehr wurde eingestellt.
Am 9. Mai 1945 kam die Strecke wieder zu den ČSD. Diese nahmen den Reiseverkehr am 28. Oktober 1945 mit zunächst drei Zugpaaren wieder auf.
Am 1. Januar 1993 ging die Strecke im Zuge der Auflösung der Tschechoslowakei an die neu gegründeten České dráhy (ČD) über. Seit 2003 gehört sie zum Netz des staatlichen Infrastrukturbetreibers Správa železniční dopravní cesty (SŽDC).

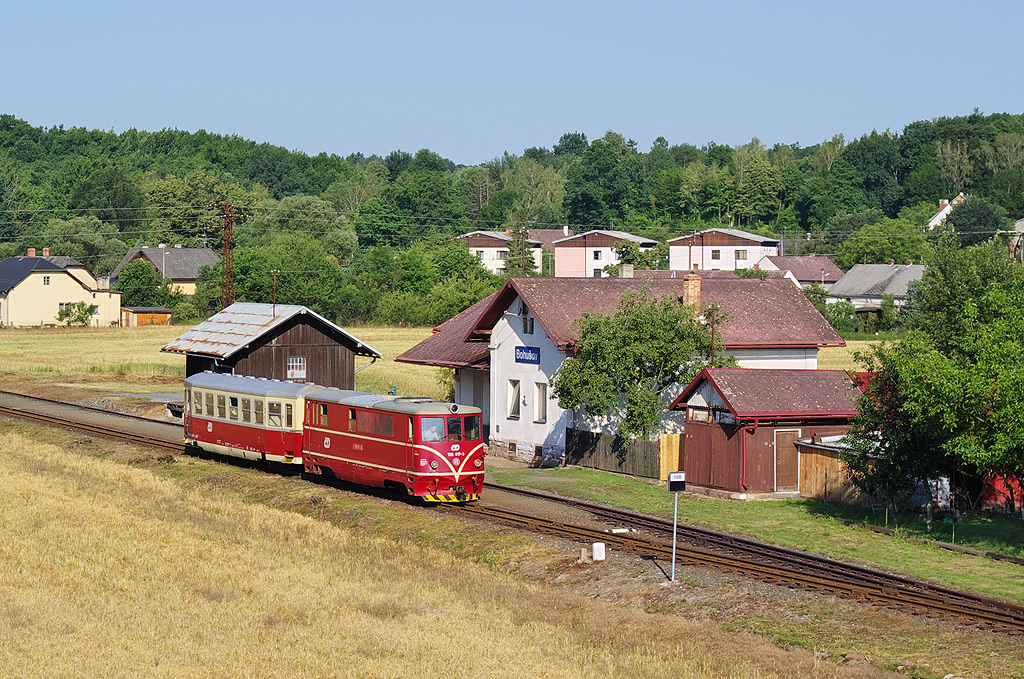
Reisezug in Bohušov (2012)

Im Fahrplan 2013 wird die Strecke werktäglich mit fünf, an Wochenenden mit vier Personenzugpaaren bedient. An den Wochenenden des Sommerhalbjahres verkehrt zudem ein historischer Zug der Slezské zemské dráhy.
Am 16. Januar 2020 musste der Betrieb aus rechtlichen Gründen eingestellt werden, da die einzige vorhandene Lokomotive nicht mit dem vorgeschriebenen Zugfunk versehen war. Bis die Lokomotive nachgerüstet war, musste der Reiseverkehr im Schienenersatzverkehr abgewickelt werden.

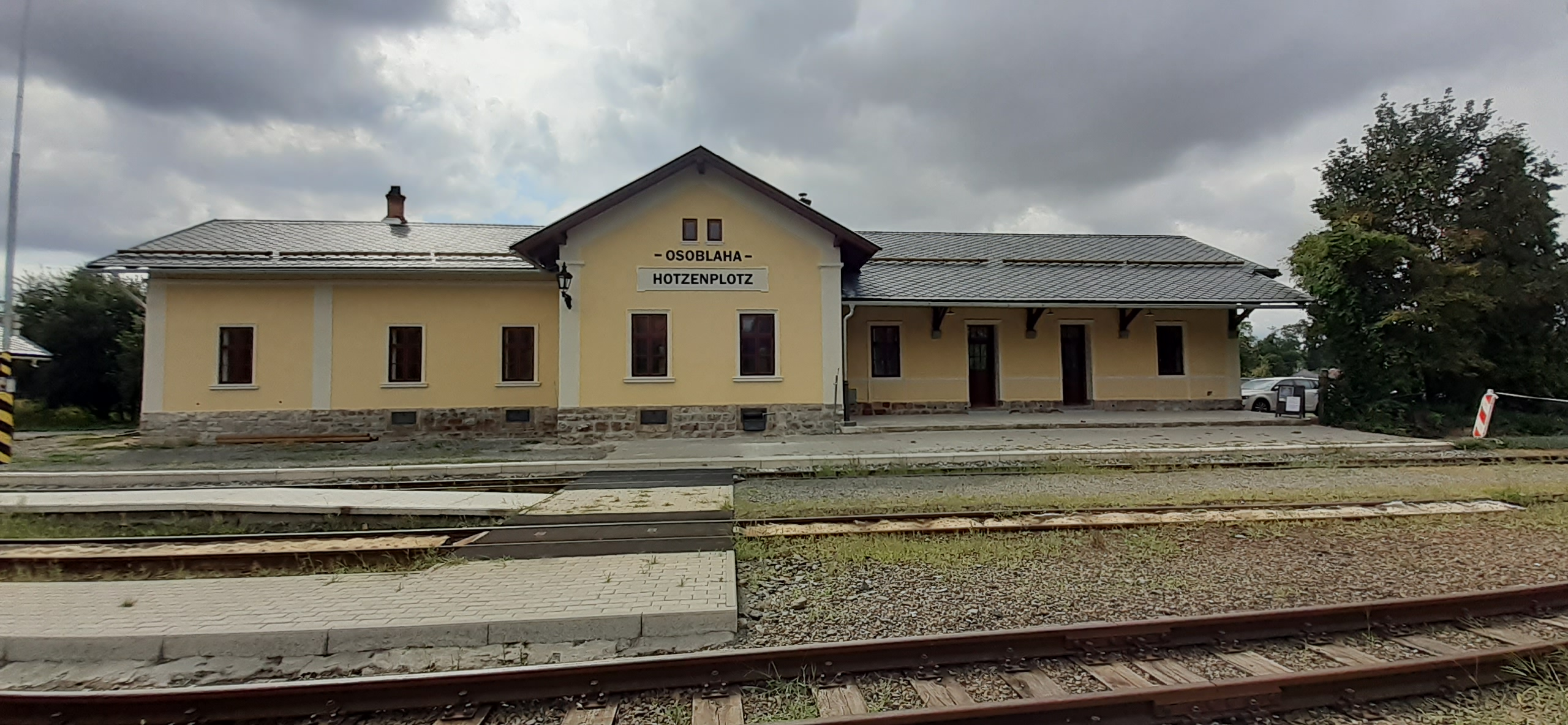
Aufnahmsgebäude in Osoblaha mit zweisprachiger Beschilderung Hotzenplotz / Osoblaha (2022)

Im Jahr 2021 sollen die Aufnahmsgebäude in Osoblaha, Liptaň, Bohušov und Koberno für insgesamt 26 Millionen Kronen renoviert werden, die aus einem Förderprogramm der Europäischen Union bereitgestellt werden. Die Gebäude gehören dem gemeinnützigen Verein Osoblažská úzkorozchodná dráha, der sie 2018 von der staatlichen Infrastrukturverwaltung erwarb. Vorgesehen ist eine Instandsetzung im historischen Zustand zur Zeit der ersten tschechoslowakischen Republik. Das Gebäude in Osoblaha erhielt dabei wieder die frühere zweisprachige Beschilderung Hotzenplotz / Osoblaha.
Am 16. Juni 2022 mussten die ČD den planmäßigen Eisenbahnbetrieb einstellen, da keine betriebsfähige Lokomotive mehr zur Verfügung stand. Nach Instandsetzung von Wagen und Lokomotive wurde der Personenverkehr am 26. Jänner 2023 wieder aufgenommen.
Infolgedessen möchten die Anliegergemeinden die Strecke übernehmen und in eigener Regie betreiben. Dafür wurde ein Zweckverband gegründet. Als Eisenbahnverkehrsunternehmen wurde der bisherige Betreiber der Nostalgiezüge Slezské zemské dráhy vertraglich gebunden. Mit den ČD wurde eine Übergabe zum Fahrplanwechsel im Dezember 2023 vereinbart. Teil des Vertrages war dabei insbesondere auch die Bereitstellung von betriebsfähigen Reservefahrzeugen. Die ČD ließen darum im Jahr 2023 eine zweite Lokomotive und einen weiteren Personenwagen grundinstandsetzen. Dafür wurden insgesamt zehn Millionen Kronen investiert. Da sich die Fertigstellung der Lokomotive immer mehr verzögerte, wurde der Termin zur Streckenübergabe ins Jahr 2024 verschoben. Die instandgesetzte Reservelokomotive kam dann am 4. März 2024 auf die Strecke zurück.
Die Anliegergemeinden gründeten im Jahr 2024 die Gesellschaft Osoblažská úzkorozchodná dráha (Hotzenplotzer Schmalspurbahn).
Am 15. Juli 2024 beschloss das Parlament der Mährisch-Schlesischen Region den Abschluss eines ab 15. Dezember 2024 gültigen Verkehrsvertrages mit der neu gegründeten Osoblažská úzkorozchodná dráha, der weiterhin täglich vier Reisezugpaare vorsieht. Die für den Regelbetrieb benötigten Fahrzeuge verbleiben weiter im Eigentum der ČD, sie werden dem neuen Betreiber lediglich über einen Mietvertrag zur Verfügung gestellt.
Infolge des Hochwassers in Mitteleuropa im September 2024 musste der Eisenbahnbetrieb am 14. September 2024 wegen der Überflutung von Gleisen und Anlagen eingestellt werden. Zwischen Koberno und Osoblaha zerstörten die im gesamten Talgrund strömenden Wassermassen der Osoblaha die Strecke an vielen Abschnitten, während die Bahnhöfe lediglich geringe Schäden erlitten. Insbesondere bei Bohušov wurde der Ober- und Unterbau der Strecke vollständig abgetragen. Darüber hinaus blockieren umgestürzte Bäume das Gleis. Aufgrund der Schäden an der Strecke soll der Verkehrsvertrag mit der Osoblažská úzkorozchodná dráha nun erst im Dezember 2025 in Kraft treten. Für die vier planmäßigen täglichen Personenzugpaare wurde ein Schienenersatzverkehr eingerichtet.
Nach Instandsetzung der beschädigten Strecke wurde der planmäßige Eisenbahnbetrieb am 15. Dezember 2024 wieder aufgenommen.

## Fahrzeugeinsatz

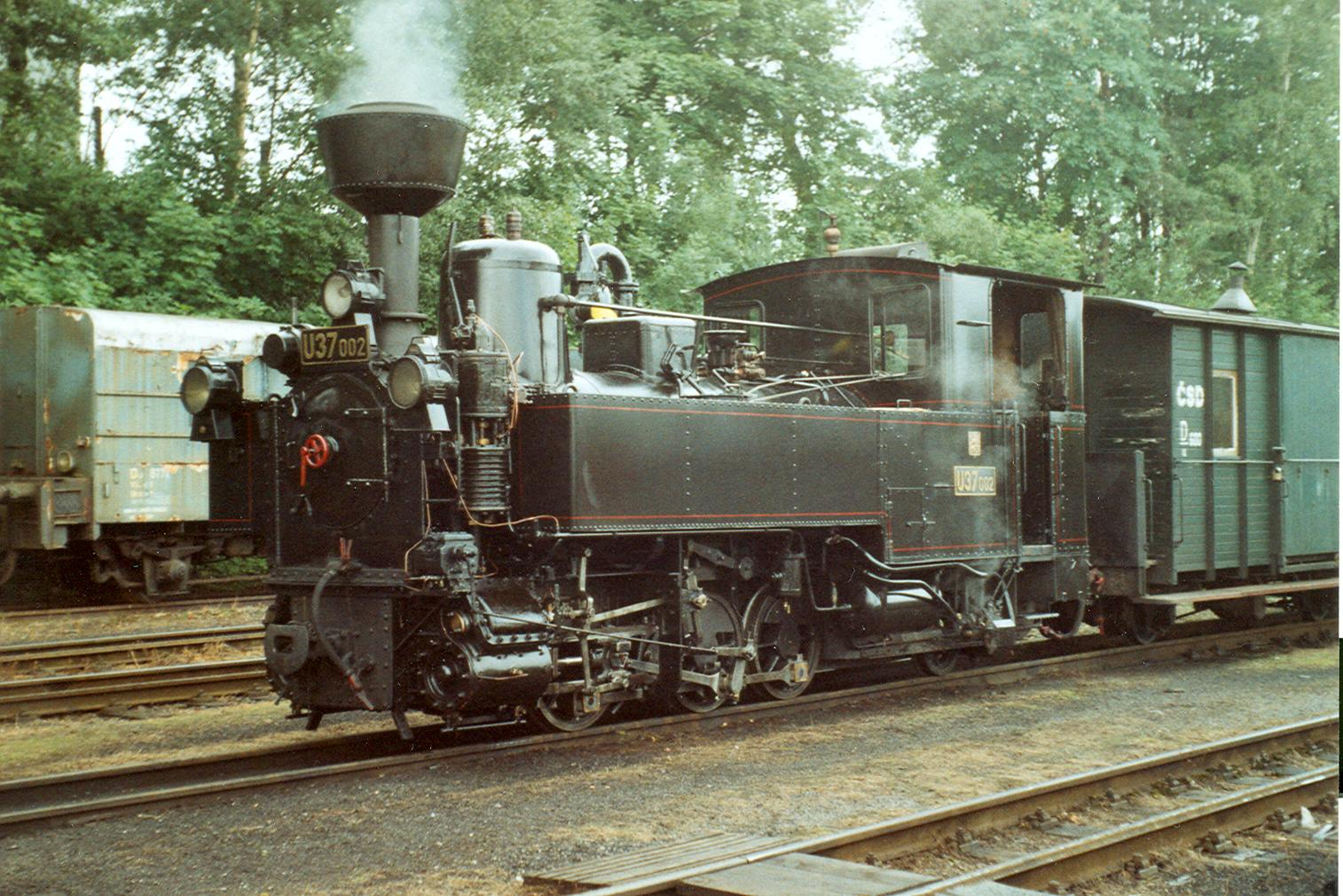
U 37.002 (kkStB U.12) als Museumslokomotive in Jindřichův Hradec (2005)

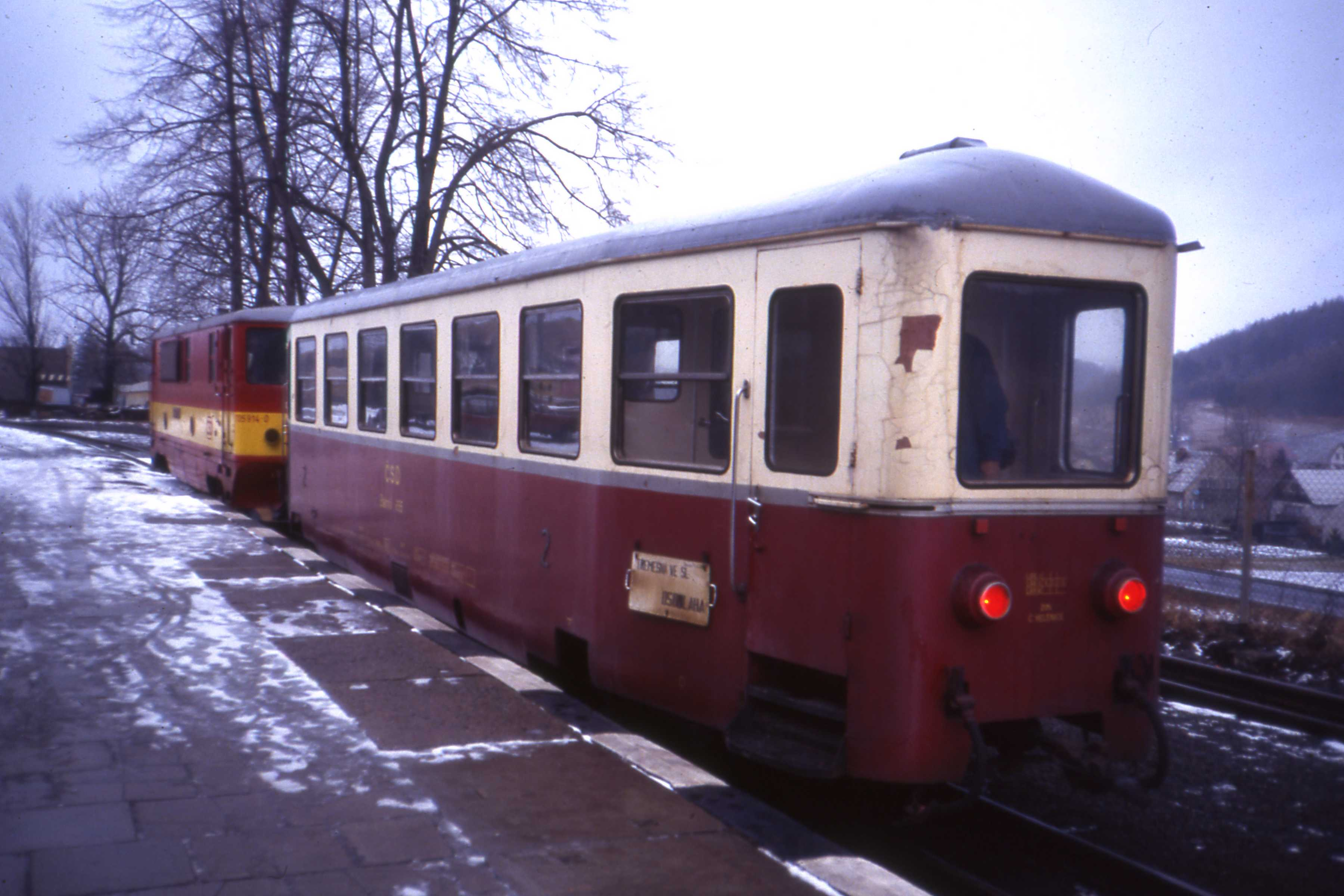
Diesellokomotive 705.914 mit Reisezugwagen Balm/u in Třemešná ve Slezsku (1992)

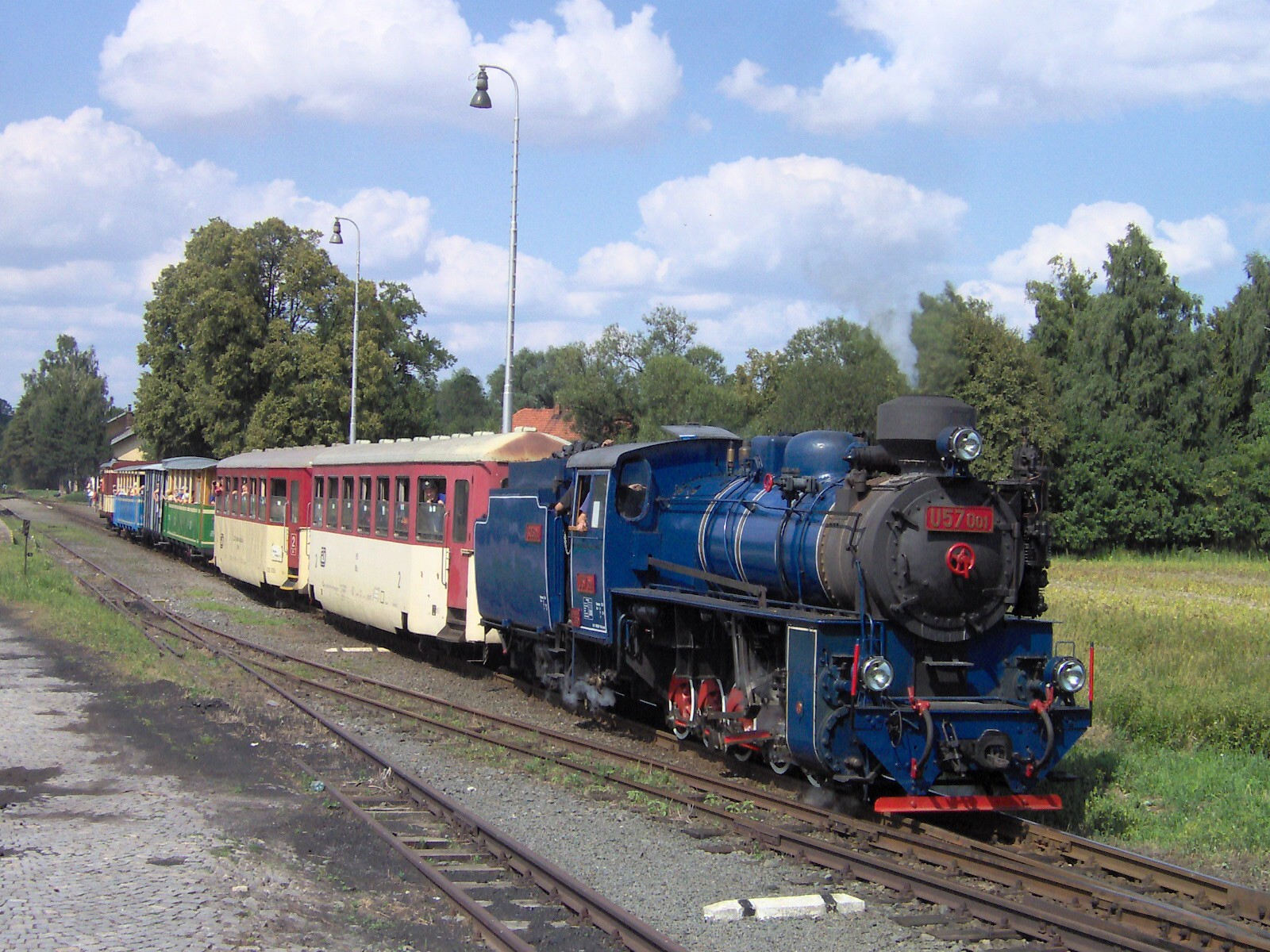
U 57.001 mit Nostalgiezug in Osoblaha (2009)

Die kkStB erwarben für ihre Lokalbahn Röwersdorf–Hotzenplotz zunächst drei Lokomotiven der Reihe U. Sie trugen die Nummern U.13 bis U.15. Eine weitere Lokomotive mit der Nummer U.32 wurde später nachbeschafft. Nach der Abgabe von zwei Lokomotiven für den Militäreinsatz im Ersten Weltkrieg kam 1917 zeitweise ein Dampftriebwagen zum Einsatz, der von den Niederösterreichischen Landesbahnen (NÖLB) stammte und dort die Nummer 41 getragen hatte.
Nach dem Ersten Weltkrieg war vom ursprünglichen Lokomotivbestand nur noch die U.13 vorhanden, die 1925 von den ČSD die Nummer U 37.003 erhielt. Als Reservelokomotive setzten die ČSD eine Lokomotive der kkStB-Reihe A nach Röwersdorf um. Die frühere kkStB U.16 kam nach zwischenzeitlichem Einsatz auf der Schmalspurbahn Nowy Łupków–Cisna in Polen 1929 zurück und erhielt die Nummer U 37.011. Dazu kamen 1933 die früheren U.12 und U.16 (ČSD U 37.002 und U 37.011), die von der stillgelegten Schmalspurbahn Bärn-Andersdorf–Hof kamen.
Im Reiseverkehr kamen ab 1928 zwei Tatra-Turmtriebwagen der Reihe M 11.0 zum Einsatz, die eine Schmalspurversion der ČSD-Baureihe M 120.4 waren. Sie wurden im März 1945 im Zuge der Kampfhandlungen in Hotzenplotz zerstört.
Im Jahr 1944 kamen als Verstärkung vier Personenwagen von der RBD Dresden auf die Strecke, die 1914 als Traglastenwagen für die sächsischen Schmalspurbahnen gebaut worden waren. Sie blieben bis Anfang der 1970er Jahre im Einsatz. Einer der Wagen mit der ČSD-Nummer Ba/u 616 war nach der Ausmusterung 1978 auf einem Sportplatz in Jančí als Unterkunft aufgestellt worden. Er wurde im März 2024 durch die SZD geborgen. Eine Instandsetzung ist geplant.
Nach dem Zweiten Weltkrieg waren nur noch die U 37.002 und die U 37.003 vorhanden. U 37.002 wurde 1950 zur Schmalspurbahn Ružomberok–Korytnica in der Slowakei umgesetzt, U 37.003 wurde 1959 nach Zugang neuer Diesellokomotiven augesmustert. U 37.002 ist betriebsfähig erhalten. Sie kommt heute regelmäßig vor den Nostalgiezügen auf der Schmalspurbahn Jindřichův Hradec–Nová Bystřice in Südböhmen zum Einsatz.
Ab 1948 wurde eine Sächsische Nachbau-VI K eingesetzt, die 1945 in Frýdlant v Čechách (Friedland) (Schmalspurbahn Frýdlant–Heřmanice) von den ČSD beschlagnahmt worden war. Die Lok wurde von den ČSD als U 58.001 bezeichnet, bei der Deutschen Reichsbahn hatte sie die Nummer 99 702 getragen. Die Lok wurde bis 1957 verwendet und danach wieder nach Frýdlant v Čechách zurückgegeben. Sie wurde 1962 ausgemustert.
Ab 1955 war auch eine Lokomotive der ČSD-Baureihe U 47.0 (U 47.003) in Osoblaha im Einsatz. Sie wurde 1961 ausgemustert und verschrottet.
Seit 1958 werden die Züge mit den Diesellokomotiven der Reihe T 47.0 (ČD 705.9) geführt. In Osoblaha wurden T 47.913, 914, 916 und 917 beheimatet. Dazu kamen 1966 noch fünf neue Personenwagen der Bauart Balm/ú auf die Strecke.
Seit 2016 war nur noch die modernisierte und mit neuem Motor ausgerüstete 705.913 betriebsfähig. Im Jahr 2023 erhielt zudem 705.914 eine Hauptuntersuchung mit Neumotorisierung, sodass wieder eine Reservelokomotive zur Verfügung steht.
Vor Nostalgiezügen unter Regie des Museumsvereins Slezské zemské dráhy (SZD) kommt heute eine ehemals jugoslawische Schlepptenderlokomotive tschechoslowakischer Herkunft aus dem Besitz des Club 760 zum Einsatz, die heute als U 57.001 bezeichnet wird. Weiterhin stehen mit der Dampflokomotive U 46.002 und der Diesellokomotive TU 38.001 zwei weitere Triebfahrzeuge für Sonderzüge zur Verfügung.